# A Garota da Web Sex
A Garota da Web Sex, ou A G@rota da Web Sex, é um filme pornográfico brasileiro de 2007. Estrelado por Bruna Ferraz, é a primeira incursão da atriz no cinema pornográfico, realizando cenas de sexo anal e facial.

## Produção
Bruna havia participado do quadro "Teste de Fidelidade" do programa do apresentador João Kleber, e na época, havia recebido o primeiro convite para ingressar no cinema pornográfico. Entretanto, por ter se casado logo após o encerramento de sua participação no quadro, não aceitou o convite. Dois anos depois, já separada, aceitou uma segunda proposta. O filme foi intitulado A Garota da Web Sex por Bruna ter se tornado conhecida pelas performances sensuais, gravadas por intermédio de webcams, para o site "DreamCam".

## Enredo
O filme tem início com uma suposta perseguição de um grupo de paparazzi atrás de Bruna Ferraz. Logo em seguida, seu produtor revela que ela ficará confinada em um estúdio caracterizado como um quarto, sendo que ela permanecerá por algum período exposta a uma webcam, onde fará algumas performances sensuais. Um "internauta" será escolhido para fazer sexo com ela.
Ela é presa por supostos militares que afirmam que o site em que ela é modelo, causou uma grande confusão no país e desejam que ela seja candidata nas próximas eleições.